# Grafenkapelle

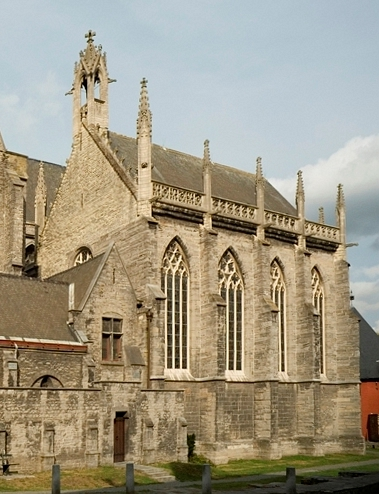
Die Grafenkapelle

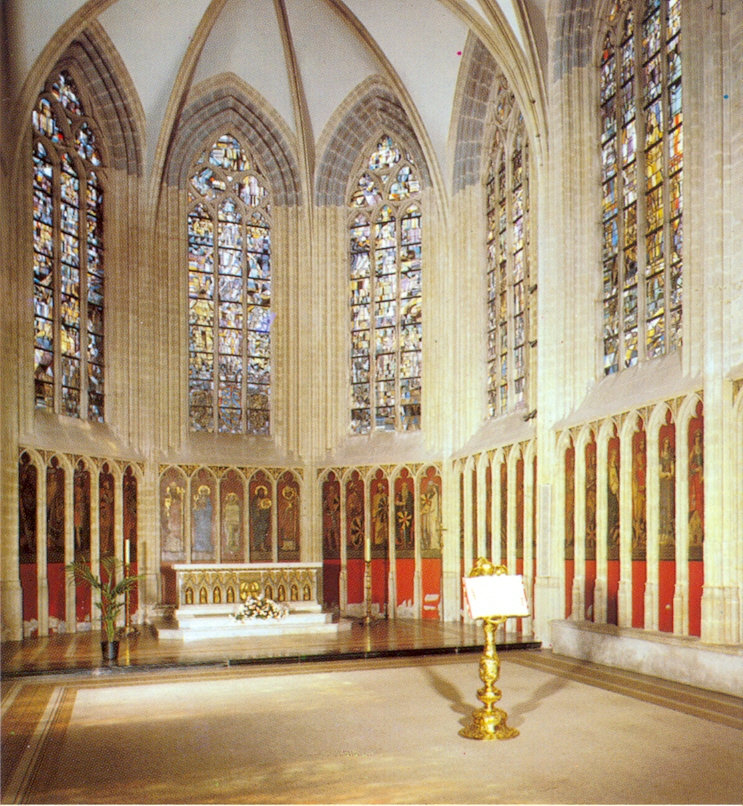
Inneres

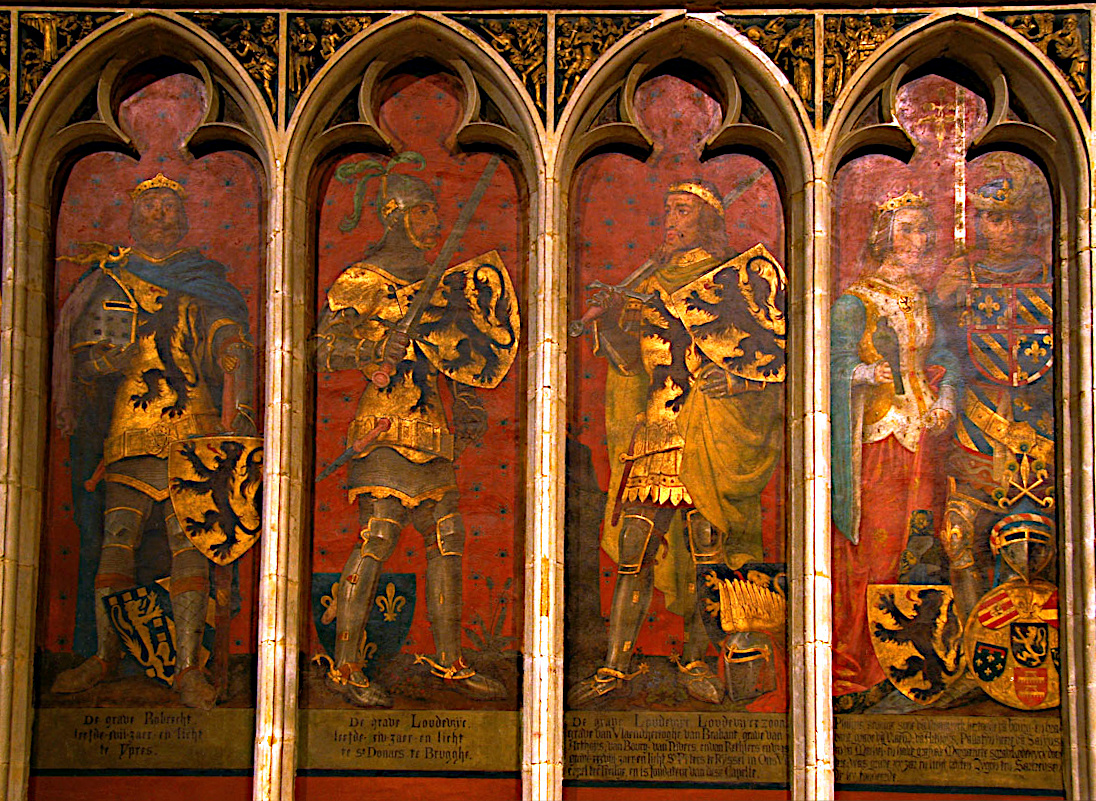
Wandmalereien der Grafen von Flandern

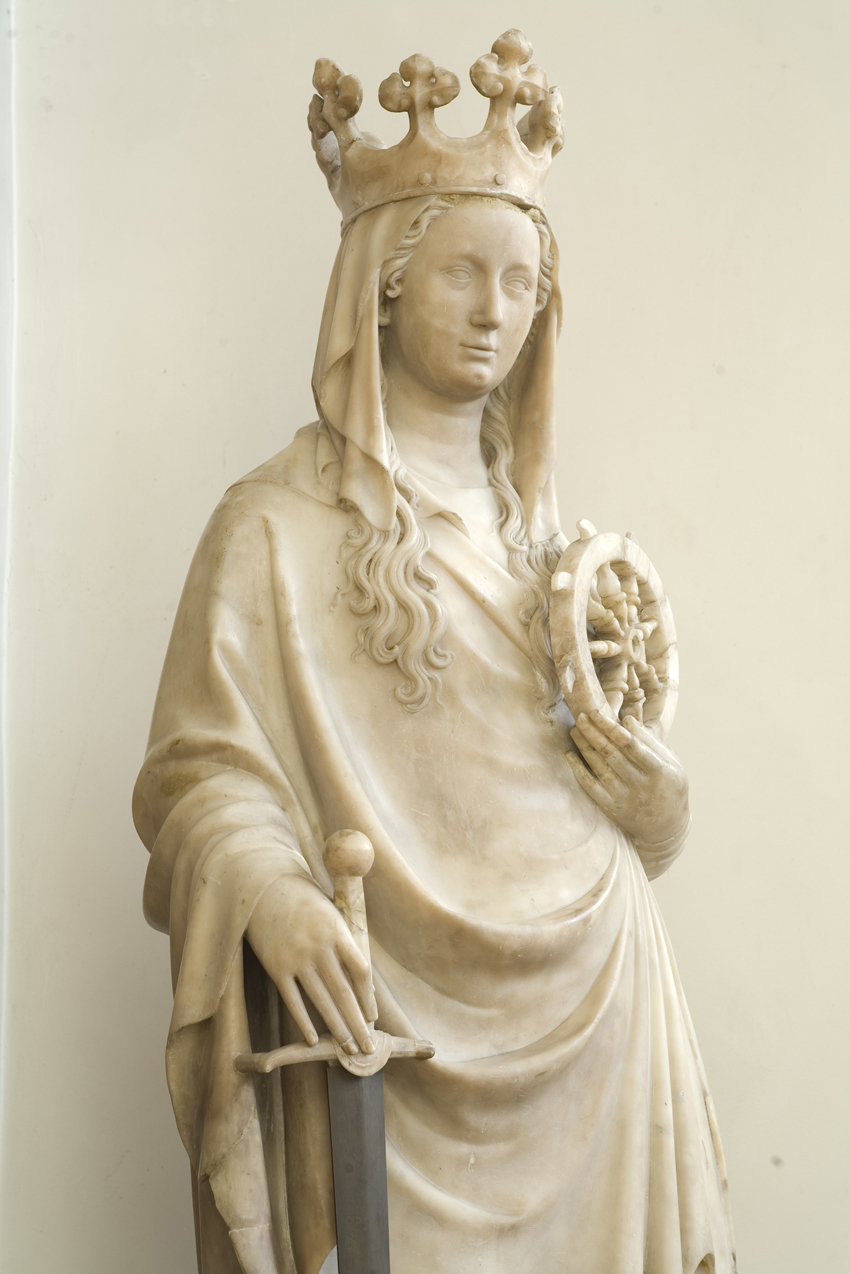
Statue der Heiligen Katharina

Die Grafenkapelle (niederländisch Gravenkapel) ist ein Nebengebäude der Liebfrauenkirche in der belgischen Stadt Kortrijk.

## Geschichte und Architektur
Graf Ludwig von Maele ließ die Kapelle 1370 an der Südseite des Chores der Liebfrauenkirche als seine Grablege errichten und stellte sie unter das Patrozinium der heiligen Katharina.
Die Kapelle ist außen mit abgestuften Strebepfeilern mit Balustrade, Fialen und Wasserspeiern gegliedert; der Westgiebel ist mit Krabben verziert und trägt einen kleinen steinernen Dachreiter. Die Kapelle wurde aus Tournai-Stein erbaut; die Nordwand und die westliche Giebelseite sind jedoch aus Brabanter Stein.
Das Innere ist mit Kreuzrippengewölben und einem sechsteiligen Rippengewölbe im Chor abgeschlossen; die Schlusssteine sind mit flämischem Löwen verziert. An der West-, Ost- und Südwand befinden sich einundfünfzig Nischen, die aus Spitzbögen mit Dreipässen in rechteckigem Rahmen bestehen, deren Seiten mit Reliefs verziert sind; die Nischen enthalten gemalte Porträtdarstellungen der flämischen Grafen von Jan van der Asselt. An der Rückwand befand sich früher ein Wandgemälde mit dem Jüngsten Gericht von Van der Plaetsen aus den Jahren 1874–1875, das 1962 entfernt wurde. Die Kapelle erhielt einen neogotischen Zementfliesenboden.
Das Bauwerk ist mit seiner Architektur in der kämpferlosen Ausbildung der Dienste und der weitgehenden Auflösung der Wände auf der Höhe seiner Entstehungszeit und bezeigt mit der Vorbildwahl der Sainte-Chapelle in Paris den hohen Anspruch der Bauherren.

## Ausstattung
Eine gotische Alabasterstatue der Heiligen Katharina, von André Beauneveu aus Valenciennes, (hergestellt zwischen 1374 und 1386) bildet das wertvollste Ausstattungsstück.
Die Glasmalereien stellen die goldene Sporenschlacht (auch bekannt als „Sporenschlacht von Kortrijk“ oder „Schlacht von Courtrai“) vom 11. Juli 1302 dar.